# Sarp Akkaya
Sarp Akkaya (Istanbul, 13 maggio 1980) è un attore turco noto per i suoi ruoli in Suskunlar e in Ezel.

## Biografia
Ha iniziato la carriera di attore a dodici anni insieme al fratello gemello Kaya Akkaya. È fratello minore dell'attrice Esra Akkaya. Ex-studente presso Mimar Sinan Güzel Sanatlar Üniversitesi.

## Filmografia

### Cinema
- Kurtlar Vadisi Irak - regia di Serdar Akar (2006)
- Labirent - regia di Tolga Örnek (2011)
- Eksik - regia di Barış Atay (2015)
- Martıların Efendisi - regia di Mehmet Ada Öztekin (2017)
- Koğuştaki Mucize - regia di Mehmet Ada Öztekin (2019)
- Beni Çok Sev - regia di Mehmet Ada Öztekin (2021)
- Sen Ben Lenin - regia di Tufan Taştan (2021)

### Televisione
- Kurtlar Vadisi Pusu - serie TV, (2007)
- Gece Gündüz - serie TV, (2008)
- Ezel - serie TV, (2009-2011)
- Mavi Kelebekler - serie TV, (2011)
- Suskunla - serie TV, (2012-2013)
- Il secolo magnifico (Muhteşem Yüzyıl) - serie TV, (2013-2014)
- Şubat - serie TV, (2013)
- Paramparça - serie TV (2016-2017)
- Çukur - serie TV, (2017)
- Saygı: Bir Ercüment Çözer Dizisi - serie TV, (2021)
- Ayak İşleri - serie TV, (2021)
- Evlilik Hakkında Her Şey - serie TV, (2021-2022)
- Sıfırıncı Gün - serie TV, (2022-2023)
- Maviye Sürgün - serie TV, (2023)